# Ceratothoa parallela
Ceratothoa parallela là một loài chân đều trong họ Cymothoidae. Loài này được Otto miêu tả khoa học năm 1828.